# ベルセオレガメ
ベルセオレガメ（Kinixys belliana）は、爬虫綱カメ目リクガメ科セオレガメ属に分類されるカメ。

## 分布
ウガンダ、エチオピア、エリトリア、ガーナ、カメルーン、ガンビア、ギニア、ギニアビサウ、コートジボワール、コンゴ共和国、コンゴ民主共和国北東部、ケニア、ザンビア、シエラレオネ、ジンバブエ東部、スーダン南部、セネガル、ソマリア、タンザニア、チャド南部、中央アフリカ共和国西部、トーゴ、ナイジェリア、ニジェール南西部、ブルキナ・ファソ、ベナン、マラウィ、マリ共和国南部、南アフリカ共和国北東部、モザンビーク、リベリア、ルワンダ。マダガスカル北西部に移入。

## 形態
最大甲長22センチメートル。オスよりもメスの方が大型になり、オスは最大甲長20.6センチメートル（18センチメートル以上に達することはまれ）。背甲は細長いドーム状で、属内では最も盛り上がる。左右の第12縁甲板は癒合する。
腹甲の色彩は淡黄色だが、濃黄色や黄褐色の個体もいる。不規則な小型の暗色斑や放射状の暗色斑が入る個体もいる。
頭部は中型からやや大型（属内では小型）。上顎の先端は突出するが、三又にはならない。頭部の色彩は褐色や黄褐色だが、黒や明黄色の個体もいる。後肢の踵に滑車状の大型鱗が発達し、後肢の爪は3-4本。四肢や尾の色彩は灰褐色や黄褐色で、前肢が濃灰褐色で大型鱗周辺が黄褐色の個体もいる。
卵は長径3.8-4.7センチメートル、短径3-3.6センチメートル。幼体は背甲の頂部が盛り上がって椎甲板にはキールがあり、後部縁甲板の外縁が弱く尖る。成長に伴い頂部は平坦になり、キールや縁甲板の突起は消失する（マダガスカル個体群では成体でも縁甲板の突起が消失しない）。

## 分類
種小名bellianaはThomas Bellへの献名。
スピークセオレガメやロバツィセオレガメを亜種、ナタールセオレガメをシノニムとする説もあるが、1980年代以降はそれぞれを独立種とする説が有力である。
2-5亜種に分ける説がある。亜種間の識別形態に左右の胸甲板の継ぎ目（シーム）の長さ（間胸甲板長）があるが、識別形態の基になった基亜種の標本にはスピークセオレガメ（間胸甲板長が長い）や亜種ニシベルセオレガメが含まれていたとされること、個体変異が大きいことから、識別形態としての有効性は疑問視されている。
ウガンダとコンゴ民主共和国北部の個体群をK. b. mertensiとする説があるが、標本が限られていること、上記のように識別形態の間胸甲板長は有効性が疑問視されている。
タンザニアから南アフリカ共和国にかけての個体群をK. b. zombensis（シノニムとしてK. b. zuluensis）とする説もある。この個体群は背甲の斑紋が放射状になる個体もいるという報告はあるものの、個体変異が大きく基亜種のシノニムとする説が有力である。この個体群がマダガスカルに移入されたと考えられている。
マダガスカル移入個体群をK. b. domergueiとする説もあるが、移入個体群であること、詳細な比較検討が行われていないこと、形態が基亜種と重複することから無効とする説が有力とされる。
そのため以下の2亜種のみ認める説が有力である。
Kinixys belliana belliana (Gray, 1831) ヒガシベルセオレガメ
ウガンダ、エチオピア、エリトリア、コンゴ民主共和国北東部、ケニア、ザンビア、ジンバブエ東部、スーダン南部、ソマリア、タンザニア、南アフリカ共和国北東部、マラウィ、モザンビーク、ルワンダ。マダガスカル北西部に移入。
背甲の暗色斑が複雑な形状に入る個体が多い。前肢の爪が5本の個体が多い。
Kinixys belliana nogueyi (Lataste, 1886) ニシベルセオレガメ
ガーナ、カメルーン、ガンビア、ギニア、ギニアビサウ、コートジボワール、コンゴ共和国、セネガル、チャド南部、中央アフリカ共和国西部、トーゴ、ナイジェリア、ニジェール南西部、ブルキナ・ファソ、ベナン、マリ共和国南部、リベリア
背甲の暗色斑が単純な形状だったり、暗色斑がなく褐色一色の個体が多い。前肢の爪が4本。

## 生態
基亜種は主にサバナ気候帯のやや湿度の高い森林、乾燥した藪地に生息し、ステップ気候帯や温帯の乾燥した草原に生息することもある。マダガスカルの移入個体群は熱帯雨林に生息する。亜種ニシベルセオレガメは海岸の草原と森林がパッチ状にある点在する砂地、やや湿度の高いサバンナ、熱帯雨林などに生息する。雨期に活発に活動し、乾期（南部個体群では冬季も）になると他の動物の巣穴やシロアリの蟻塚、木の根元などに潜り休眠する。浅い水場に入り水面に浮かんだり、泳ぐこともある。
食性は雑食で、草、果実、多肉植物、キノコ、昆虫、陸棲の巻貝、動物の死骸などを食べる。
繁殖形態は卵生。アフリカ大陸では雨期の始めにオス同士が甲をぶつけあい、相手がひっくり返るか逃げるまで争う。南部個体群は11-翌4月に、主に1回に2-3個（最大10個）の卵を産む。

## 人間との関係
生息地では食用や薬用にされることもある。
小型で隠蔽性が強いため、都市部を除けば生息数の多い普通種だと考えられている。地域によっては農地開発による生息地の破壊、乾燥化、食用や薬用、ペット用の乱獲により生息数が減少している。
ペットとして飼育されることもあり、日本にも輸入されている。主にガーナやトーゴ、ベナン産の亜種ニシベルセオレガメが比較的安価に流通する。基亜種の流通は少なくザンビアやタンザニア、モザンビーク産の個体が流通しているが、スピークセオレガメやロバツィセオレガメが区別されずに含まれているとされる。ウガンダやケニア、南アフリカ共和国産の基亜種が流通していた時期もあったが、2008年現在は輸出が停止している。2000年にマダガスカルの個体群が少数流通した例がある。感染症や内部寄生虫により輸入後の状態が悪く、飼育に耐えない個体もいる。一方でマダガスカル個体群は高価に流通していたため、状態がよく他個体と比較すると飼育が易しいとされる。
テラリウムで飼育される。状態のよい個体はある程度の低温や乾燥に耐性があるものの（基亜種の方が乾燥した環境にも）、特に導入直後の個体はやや高温と蒸れない程度の多湿を維持するようにする。保湿性のある床材を、潜れる深さまで入れる。全身が浸かれる水入れを設置する。紫外線要求量は少ないものの、日光浴を行う個体もいる。